# Steven Vitória
Steven de Sousa Vitória, noto semplicemente come Steven Vitória (Toronto, 11 gennaio 1987), è un calciatore canadese con cittadinanza portoghese, difensore svincolato.

## Caratteristiche tecniche
È un difensore centrale molto forte fisicamente ed è abile nel gioco aereo, caratteristica che gli consente di rendersi pericoloso in area avversaria.

## Carriera

### Club
Nato a Toronto da genitori provenienti dalle Azzorre, inizia la sua carriera calcistica nelle giovanili del Porto all'età di 18 anni.
La stagione successiva viene promosso in prima squadra, venendo girato in prestito in molte squadre per fargli acquisire più esperienza. Nel 2006 passa in prestito al Tourizense, squadra della terza divisione portoghese, con cui gioca 11 partite in campionato. Nella stagione successiva passa all'Olhanense; alla fine della seconda stagione al club di seconda divisione ottiene la promozione in Primeira Liga.
Nell'estate del 2009 è stato ceduto in prestito al Covilhã, collezionando 24 presenze e un gol nella Liga de Honra.
Nel 2010 passa all'Estoril Praia.
Il 7 febbraio 2015 passa in prestito ai Philadelphia Union.

### Nazionale
Ha rappresentato il Portogallo a livello di Under-19 e Under-20.
Nel 2016 ha esordito nella nazionale maggiore canadese.

## Statistiche

### Cronologia presenze e reti in nazionale
| Cronologia completa delle presenze e delle reti in nazionale ― Canada | Cronologia completa delle presenze e delle reti in nazionale ― Canada | Cronologia completa delle presenze e delle reti in nazionale ― Canada | Cronologia completa delle presenze e delle reti in nazionale ― Canada | Cronologia completa delle presenze e delle reti in nazionale ― Canada | Cronologia completa delle presenze e delle reti in nazionale ― Canada | Cronologia completa delle presenze e delle reti in nazionale ― Canada | Cronologia completa delle presenze e delle reti in nazionale ― Canada |
| Data                                                                  | Città                                                                 | In casa                                                               | Risultato                                                             | Ospiti                                                                | Competizione                                                          | Reti                                                                  | Note                                                                  |
| --------------------------------------------------------------------- | --------------------------------------------------------------------- | --------------------------------------------------------------------- | --------------------------------------------------------------------- | --------------------------------------------------------------------- | --------------------------------------------------------------------- | --------------------------------------------------------------------- | --------------------------------------------------------------------- |
| 5-2-2016                                                              | Carson                                                                | Stati Uniti                                                           | 1 – 0                                                                 | Canada                                                                | Amichevole                                                            | -                                                                     |                                                                       |
| 3-6-2016                                                              | Rohrbach an der Lafnitz                                               | Canada                                                                | 1 – 1                                                                 | Azerbaigian                                                           | Amichevole                                                            | -                                                                     |                                                                       |
| 7-6-2016                                                              | Bad Waltersdorf                                                       | Canada                                                                | 2 – 1                                                                 | Uzbekistan                                                            | Amichevole                                                            | -                                                                     | 14’                                                                   |
| 6-10-2016                                                             | Marrakech                                                             | Mauritania                                                            | 0 – 4                                                                 | Canada                                                                | Amichevole                                                            | 1                                                                     | 39’                                                                   |
| 11-11-2016                                                            | Cheonan                                                               | Corea del Sud                                                         | 2 – 0                                                                 | Canada                                                                | Amichevole                                                            | -                                                                     | 46’                                                                   |
| 7-7-2017                                                              | Harrison                                                              | Guyana francese                                                       | 2 – 4                                                                 | Canada                                                                | Gold Cup 2017 - 1º turno                                              | -                                                                     | 40’                                                                   |
| 11-7-2017                                                             | Houston                                                               | Costa Rica                                                            | 1 – 1                                                                 | Canada                                                                | Gold Cup 2017 - 1º turno                                              | -                                                                     |                                                                       |
| 14-7-2017                                                             | Frisco                                                                | Canada                                                                | 0 – 0                                                                 | Honduras                                                              | Gold Cup 2017 - 1º turno                                              | -                                                                     |                                                                       |
| 20-7-2017                                                             | Glendale                                                              | Giamaica                                                              | 2 – 1                                                                 | Canada                                                                | Gold Cup 2017 - Quarti di finale                                      | -                                                                     | 14’ 56’                                                               |
| 8-10-2017                                                             | Houston                                                               | Canada                                                                | 0 – 1                                                                 | El Salvador                                                           | Amichevole                                                            | -                                                                     | 34’                                                                   |
| 7-9-2019                                                              | Toronto                                                               | Canada                                                                | 6 – 0                                                                 | Cuba                                                                  | CONCACAF Nations League 2019-2020 - 2º turno                          | -                                                                     | 58’                                                                   |
| 10-9-2019                                                             | George Town                                                           | Cuba                                                                  | 0 – 1                                                                 | Canada                                                                | CONCACAF Nations League 2019-2020 - 2º turno                          | -                                                                     |                                                                       |
| 16-10-2019                                                            | Toronto                                                               | Canada                                                                | 2 – 0                                                                 | Stati Uniti                                                           | CONCACAF Nations League 2019-2020 - 2º turno                          | -                                                                     | 66’                                                                   |
| 15-11-2019                                                            | Orlando                                                               | Stati Uniti                                                           | 4 – 1                                                                 | Canada                                                                | CONCACAF Nations League 2019-2020 - 2º turno                          | 1                                                                     | 45’                                                                   |
| 25-3-2021                                                             | Orlando                                                               | Canada                                                                | 5 – 1                                                                 | Bermuda                                                               | Qual. Mondiali 2022                                                   | -                                                                     |                                                                       |
| 5-9-2021                                                              | Nashville                                                             | Stati Uniti                                                           | 1 – 1                                                                 | Canada                                                                | Qual. Mondiali 2022                                                   | -                                                                     | 14’                                                                   |
| 12-6-2021                                                             | Port-au-Prince                                                        | Haiti                                                                 | 0 – 1                                                                 | Canada                                                                | Qual. Mondiali 2022                                                   | -                                                                     | 82’                                                                   |
| 16-11-2021                                                            | Edmonton                                                              | Canada                                                                | 2 – 1                                                                 | Messico                                                               | Qual. Mondiali 2022                                                   | -                                                                     |                                                                       |
| 15-6-2021                                                             | Bridgeview                                                            | Canada                                                                | 3 – 0                                                                 | Haiti                                                                 | Qual. Mondiali 2022                                                   | -                                                                     |                                                                       |
| 11-7-2021                                                             | Kansas City                                                           | Canada                                                                | 4 – 1                                                                 | Martinica                                                             | Gold Cup 2021 - 1º turno                                              | -                                                                     | 49’                                                                   |
| 15-7-2021                                                             | Kansas City                                                           | Haiti                                                                 | 1 – 4                                                                 | Canada                                                                | Gold Cup 2021 - 1º turno                                              | -                                                                     |                                                                       |
| 18-7-2021                                                             | Kansas City                                                           | Stati Uniti                                                           | 1 – 0                                                                 | Canada                                                                | Gold Cup 2021 - 1º turno                                              | -                                                                     |                                                                       |
| 24-7-2021                                                             | Arlington                                                             | Costa Rica                                                            | 0 – 2                                                                 | Canada                                                                | Gold Cup 2021 - Quarti di finale                                      | -                                                                     | 31’                                                                   |
| 2-9-2021                                                              | Toronto                                                               | Canada                                                                | 1 – 1                                                                 | Honduras                                                              | Qual. Mondiali 2022                                                   | -                                                                     | 61’                                                                   |
| 8-9-2021                                                              | Toronto                                                               | Canada                                                                | 3 – 0                                                                 | El Salvador                                                           | Qual. Mondiali 2022                                                   | -                                                                     |                                                                       |
| 7-10-2021                                                             | Città del Messico                                                     | Messico                                                               | 1 – 1                                                                 | Canada                                                                | Qual. Mondiali 2022                                                   | -                                                                     | 83’                                                                   |
| 13-10-2021                                                            | Toronto                                                               | Canada                                                                | 4 – 1                                                                 | Panama                                                                | Qual. Mondiali 2022                                                   | -                                                                     |                                                                       |
| 12-11-2021                                                            | Edmonton                                                              | Canada                                                                | 1 – 0                                                                 | Costa Rica                                                            | Qual. Mondiali 2022                                                   | -                                                                     | 34’                                                                   |
| 16-11-2021                                                            | Edmonton                                                              | Canada                                                                | 2 – 1                                                                 | Messico                                                               | Qual. Mondiali 2022                                                   | -                                                                     | 38’                                                                   |
| 27-1-2022                                                             | San Pedro Sula                                                        | Honduras                                                              | 0 – 2                                                                 | Canada                                                                | Qual. Mondiali 2022                                                   | -                                                                     |                                                                       |
| 30-1-2022                                                             | Hamilton                                                              | Canada                                                                | 2 – 0                                                                 | Stati Uniti                                                           | Qual. Mondiali 2022                                                   | -                                                                     | 31’                                                                   |
| 10-6-2022                                                             | Vancouver                                                             | Canada                                                                | 4 – 0                                                                 | Curaçao                                                               | CONCACAF Nations League 2022-2023 - 1º turno                          | 1                                                                     |                                                                       |
| 14-6-2022                                                             | San Pedro Sula                                                        | Honduras                                                              | 2 – 1                                                                 | Canada                                                                | CONCACAF Nations League 2022-2023 - 1º turno                          | -                                                                     | 5’ 59’                                                                |
| 23-9-2022                                                             | Vienna                                                                | Qatar                                                                 | 0 – 2                                                                 | Canada                                                                | Amichevole                                                            | -                                                                     | 16’                                                                   |
| 27-9-2022                                                             | Bratislava                                                            | Canada                                                                | 0 – 2                                                                 | Uruguay                                                               | Amichevole                                                            | -                                                                     | 79’                                                                   |
| 17-11-2022                                                            | Dubai                                                                 | Giappone                                                              | 1 – 2                                                                 | Canada                                                                | Amichevole                                                            | 1                                                                     | 56’                                                                   |
| 23-11-2022                                                            | Al Rayyan                                                             | Belgio                                                                | 1 – 0                                                                 | Canada                                                                | Mondiali 2022 - 1º turno                                              | -                                                                     |                                                                       |
| 27-11-2022                                                            | Al Rayyan                                                             | Croazia                                                               | 4 – 1                                                                 | Canada                                                                | Mondiali 2022 - 1º turno                                              | -                                                                     |                                                                       |
| 1-12-2022                                                             | Doha                                                                  | Canada                                                                | 1 – 2                                                                 | Marocco                                                               | Mondiali 2022 - 1º turno                                              | -                                                                     | 84’                                                                   |
| 25-3-2023                                                             | Willemstad                                                            | Curaçao                                                               | 0 – 2                                                                 | Canada                                                                | CONCACAF Nations League 2022-2023 - 1º turno                          | -                                                                     | 55’                                                                   |
| 15-6-2023                                                             | Paradise                                                              | Panama                                                                | 0 – 2                                                                 | Canada                                                                | CONCACAF Nations League 2022-2023 - Semifinale                        | -                                                                     |                                                                       |
| 18-6-2023                                                             | Paradise                                                              | Canada                                                                | 0 – 2                                                                 | Stati Uniti                                                           | CONCACAF Nations League 2022-2023 - Finale                            | -                                                                     | 61’                                                                   |
| 2-7-2023                                                              | Houston                                                               | Guatemala                                                             | 0 – 0                                                                 | Canada                                                                | Gold Cup 2023 - 1º turno                                              | -                                                                     | 80’                                                                   |
| 9-7-2023                                                              | Cincinnati                                                            | Stati Uniti                                                           | 2 – 2 dts (3 – 2 dtr)                                                 | Canada                                                                | Gold Cup 2023 - Quarti di finale                                      | 1                                                                     |                                                                       |
| 13-10-2023                                                            | Niigata                                                               | Giappone                                                              | 4 – 1                                                                 | Canada                                                                | Amichevole                                                            | -                                                                     | 46’                                                                   |
| 18-11-2023                                                            | Kingston                                                              | Giamaica                                                              | 1 – 2                                                                 | Canada                                                                | CONCACAF Nations League 2023-2024 - Quarti di finale                  | -                                                                     |                                                                       |
| Totale                                                                |                                                                       | Presenze                                                              | 46                                                                    |                                                                       | Reti                                                                  | 5                                                                     |                                                                       |

## Palmarès

### Club

#### Competizioni nazionali
- Segunda Liga: 1

Estoril Praia: 2011-2012
- Coppa di Lega portoghese: 1

Benfica: 2013-2014
- Campionato portoghese: 1

Benfica: 2013-2014
- Coppa di Portogallo: 1

Benfica: 2013-2014
- Supercoppa di Portogallo: 1

Benfica: 2014
- Coppa di Polonia: 1

Lechia Danzica: 2018-2019